# Esporte Clube Barroso
El Esporte Clube Barroso fue un equipo de fútbol de Brasil que jugó en el Campeonato Alagoano, la primera división del estado de Alagoas y uno de los fundadores de la Coligação Esportiva de Alagoas (actual Federación Alagoana de Fútbol), el ente rector deportivo del estado de Alagoas.

## Historia
Fue fundado el 11 de junio de 1921 en el municipio de Maceió, la capital del estado de Alagoas el día en el que se conmemoraba el aniversario de la Guerra del Riachuelo; su nombre es por Francisco Manuel Barroso da Silva, uno de los dos líderes brasileños en la Guerra del Paraguay y su uniforme era similar al del CR Flamengo del estado de Río de Janeiro. En 1927 es uno de los equipos fundadores de la Coligação Esportiva de Alagoas, entidad que más tarde pasaría a ser la Federación Alagoana de Fútbol.
Los mayores logros del club vinieron en 1946 y 1947 - en 1946 ganaron el Campeonato Alagoano y salieron ganadores de todos sus partidos del certamen, y fueron finalistas en 1947 - pero fueron campeones del Torneo Inicio.
En 1951 el club se vio obligado a desaparecer por las deudas que acareaban desde años atrás, dejando una historia de 23 apariciones en el Campeonato Alagoano.

## Palmarés

### Estatales
- Campeonato Alagoano: 1

1946
- Torneo Inicio de Alagoas: 1

1947